# کویاتکوسکی ۷۷۸۹
سیارک ۷۷۸۹ (به انگلیسی: 7789 Kwiatkowski، نامگذاری:1994XE6) هفت هزار و هفتصد و هشتاد و نهمین سیارک کشف شده‌است که در ۲ دسامبر ۱۹۹۴ کشف شد.
قدر مطلق سیارک برابر ۱۳٫۷۰ است.